# Rio Curpătul Mic
O Rio Curpătul Mic é um rio da Romênia, afluente do Curpătu, localizado no distrito de Sibiu.